# Diagnóstico prenatal
Se denomina diagnóstico prenatal y screening prenatal a diversos estudios de diagnóstico cuyos objetivos son detectar problemas anatómicos y fisiológicos en el cigoto, embrión, o feto tan temprano como sea posible, a veces aun antes de que comience la gestación (como es el acaso en el diagnóstico genético preimplantación) o tan temprano como sea posible durante la gestación. Permiten detectar defectos congénitos u observar otros elementos asociados a diversos factores de riesgo de la madre que requieran de control durante el periodo de gestación.
Los especialistas recurren a pruebas y estudios médicos para detectar problemas tales como defectos en el tubo neural, anormalidades cromosómicas, y mutaciones genéticas que producen trastornos genéticos y defectos de nacimiento, tales como espina bífida, labio leporino, enfermedad de Tay-Sachs, anemia de células falciformes, talasemia, fibrosis quística, distrofia muscular, y síndrome X frágil. Los screening tienen por objetivo detectar problemas en un sector amplio de la población mediante campañas de estudios que utilizan métodos no onerosos y noinvasivos, mientras que el diagnóstico se concentra en buscar información adicional detallada una vez que se ha determinado la existencia de un determinado tipo de problema, y a veces puede recurrir a métodos más invasivos. Los estudios también pueden ser utilizados para determinación prenatal del sexo. 
Entre los procedimientos de estudio se cuentan amniocentesis, ecografía incluida translucencia nucal por ultrasonido, estudios del suero mediante biomarcador, o examen genético. En algunos casos los estudios se realizan para determinar si el feto será abortado, si bien los médicos y los pacientes también encuentran útil diagnosticar embarazos de alto riesgo temprano de forma tal que el parto pueda ser programado en un hospital con el equipamientos adecuado para que el bebé pueda recibir ni bien nace el cuidado apropiado.
El diagnóstico en el feto en etapa temprana de defectos congénitos permite adoptar medidas durante el embarazo y/o durante el parto, para minimizar los riesgos sobre la madre y su hijo, además de permitir una mejor prognosis del bebé luego de nacer. En algunas circunstancias y para ciertos defectos congénitos, es posible realizar tratamientos sobre el feto mientras se encuentra en el útero materno. Por otra parte el conocer la presencia de determinada patología en el feto, permite que el equipo médico que atenderá al recién nacido se encuentre advertido y preparado para brindarle la atención que requiera el bebé según el defecto que se haya diagnosticado. 

## Propósito
Hay tres propósitos para este diagnóstico: 
1.Tener tiempo suficiente para un tratamiento médico o quirúrgico.
2.Dar la oportunidad a los padres de abortar en caso de que lo deseen.
3.Preparar psicológicamente a los padres por una alta posibilidad de muerte en el parto por parte del recién nacido.
Por ejemplo, se sabe que el síndrome Down está asociado con defectos cardiacos que pueden necesitar intervención inmediata en el nacimiento.

## Técnicas de diagnóstico prenatal
Existen ciertas técnicas y métodos que se utilizan para realizar diagnósticos prenatales. El especialista elegirá la técnica más apropiada dependiendo de varios factores, estado y condiciones de salud de la embarazada, etapa del embarazo, tipo de defecto que se propone detectar.
Existen diversas formas de clasificar los métodos existentes, incluyendo consideraciones sobre el grado en que invaden a la madre/feto y cuando es que es conveniente utilizarla.
| Invasividad   | Técnica                                            | Comentario | Instancia para el examen   |
| No invasiva   | Células fetales en la sangre materna (FCMB)        | Basada en la concentración de células fetales que circulan con la sangre materna. Dado que las células del feto poseen toda la información genética del feto en desarrollo, se las puede utilizar para diagnóstico prenatal. | Primer trimestre           |
| No invasiva   | ADN fetal en células libres en sangre materna      | Basada en el ADN de origen fetal que circula con la sangre materna. La técnica permite identificar aneuploidía fetal y determinar el sexo de un feto a partir de la sexta semana del embarazo. El ADN fetal comprende una proporción de 2 al 10% del ADN total que hay en la sangre materna. El ADN libre fuera de las células también permite realizar la secuenciación completa del genoma del feto, y así determinar la secuencia completa de ADN de cada gen. | Primer trimestre           |
| No invasiva   | Diagnóstico genético preimplantacional (PGD)       | Durante los procedimientos de fertilización in vitro (IVF), es posible recoger muestra de células de los embriones humanos antes de la implantación. Si bien PGD es una técnica no invasiva, la IVF por lo general comprende procedimientos invasivos tales como toma de oocito transvaginal. | Antes de la implantación   |
| No invasiva   | Examen externo                                     | Examen de útero de la mujer desde fuera del cuerpo. | Primer o segundo trimestre |
| No invasiva   | Detección por ultasonido                           | Comúnmente denominadas ecografías programadas a partir de las 7 semanas para confirmar las fechas del parto y detectar posible presencia de mellizos. Se puede usar la translucencia nucal hacia la semana 12 para identificar riesgos asociados al síndrome de Down. Posteriormente a partir de la semana 18 se pueden realizar ecografías de morfología para observar si el desarrollo del feto es normal. | Primer o segundo trimestre |
| No invasiva   | Monitoreo del palpitar cardíaco del feto           | Auscultación del corazón del feto | Primer o segundo trimestre |
| No invasiva   | Non-stress test                                    | Uso de cardiotocografía durante el tercer trimestre para monitorear la salud fetal | Tercer trimestre           |
| Poco invasiva | Recolección de células trofoblasto transcervicales | Se puede utilizar aspiración de moco cervical, hisopado cervical, y lavado cervical o lavado intrauterino para obtener muestras de células trofoblasto para diagnóstico, incluido análisis genético prenatal. El índice de éxito en obtener células trofoblasto del feto varían del 40% al 90%. Se la puede utilizar para determinación del sexo del feto e identificar aneuploidía. Se ha demostrado que los marcadores de anticuerpos son útiles para seleccionar células trofoplastos para realizar estudios genéticos y para demostrar que la abundancia de células trofoplasto recuperables disminuye en embarazos anormales, tales como en un embarazo ectópico o un embarazo anembrionado. | Primer trimestre           |
| Poco invasiva | Muestreo del suero materno                         | Incluido β-hCG, PAPP-A, alfa fetoproteina, inhibina-A. | Primer o segundo trimestre |
| Más invasiva  | Muestra de vellosidades coriónicas                 | Comprende obtener una muestra de vellosidad coriónica y analizarla. Esto se puede realizar antes que la amniocentesis, pero posee un riesgo mayor de aborto, que se estima es del 1%. | Luego de las 10 semanas    |
| Más invasiva  | Amniocentesis                                      | Se puede una vez que se ha producido suficiente líquido amniótico como para permitir tomar una muestra. Las células del feto flotan en este fluido, y pueden ser separadas y analizadas. El riesgo de aborto producto de amniocentesis se estima en el 0.06% (1:1600). Mediante amniocentesis también es posible criopreservar células madre amnióticas. | Luego de la semana 15      |
| Más invasiva  | Embrioscopía y fetoscopía                          | Aunque rara vez se la utiliza, la misma comprende meter un elemento en el útero de la mujer para observar (con una vídeo camera), o para muestrear sangre o tejido del embrión o del feto. |                            |
| Más invasiva  | Muestreo percutáneo de sangre del cordón umbilical | PUBS es un método de diagnóstico genético mediante el cual se examina la sangre del cordón umbilical fetal para detectar anormalidades en el feto. | 24–34 semanas              |